# Khurayyimita
La khurayyimita és un mineral de la classe dels silicats. Rep el nom del mont Khurayyim, a Jordània, la seva localitat tipus.

## Característiques
La khurayyimita és un sorosilicat de fórmula química Ca₇Zn₄(Si₂O₇)₂(OH)₁₀(H₂O)₄. Va ser aprovada com a espècie vàlida per l'Associació Mineralògica Internacional l'any 2019 i publicada a finals de 2022. Cristal·litza en el sistema monoclínic.
L'exemplar que va servir per a determinar l'espècie, el que es coneix com a material tipus, es troba conservat a les col·leccions del Museu Mineralògic Fersmann, de l'Acadèmia de Ciències de Rússia, a Moscou (Rússia), amb el número de registre: 5298/1.

## Formació i jaciments
Va ser descoberta al mont Khurayyim, dins el complex Daba-Siwaqa (Governació d'Amman, Jordània), on es troba en forma d'agregats esferulítics de fins a 200-300 μm de mida. Els cristalls aïllats aplanats de les esferules tenen gairebé 50 μm de llarg i fins a 10 μm de gruix. Aquest indret és l'únic a tot el planeta on ha estat descrita aquesta espècie mineral.